# Янніс Масурас
Янніс Масурас (грец. Γιάννης Μασούρας, нар. 24 серпня 1996, Патри) — грецький футболіст, захисник клубу «Олімпіакос». На умовах оренди грає за роттердамську «Спарту».
Виступав також за клуби «Панахаїкі», «Лариса» та «Гурник» (Забже).

## Ігрова кар'єра
Народився 24 серпня 1996 року в місті Патри. Вихованець футбольної школи клубу «Панахаїкі». Дорослу футбольну кар'єру розпочав 2013 року в основній команді того ж клубу, в якій провів два сезони, взявши участь у 13 матчах чемпіонату. 
Своєю грою за цю команду привернув увагу представників тренерського штабу клубу «Лариса», до складу якого приєднався 2015 року. Відіграв за лариський клуб наступні три сезони своєї ігрової кар'єри.
До складу клубу «Олімпіакос» приєднався 2018 року. 

## Статистика виступів

### Статистика клубних виступів
Станом на 18 серпня 2018 року
| Сезон                 | Команда               | Чемпіонат             | Чемпіонат | Чемпіонат | Національний кубок | Національний кубок | Національний кубок | Континентальні кубки | Континентальні кубки | Континентальні кубки | Інші змагання | Інші змагання | Інші змагання | Усього | Усього | Усього |
| Сезон                 | Команда               | Ліга                  | Ігор      | Голів     | Ліга               | Ігор               | Голів              | Ліга                 | Ігор                 | Голів                | Ліга          | Ігор          | Голів         | Ігор   | Голів  |        |
| --------------------- | --------------------- | --------------------- | --------- | --------- | ------------------ | ------------------ | ------------------ | -------------------- | -------------------- | -------------------- | ------------- | ------------- | ------------- | ------ | ------ | ------ |
| 2013–14               | «Панахаїкі»           | ФЛ                    | 2         | 0         | КГ                 | 0                  | 0                  |                      | -                    | -                    |               | -             | -             | 2      | 0      |        |
| 2014–15               | «Панахаїкі»           | ФЛ                    | 11        | 0         | КГ                 | 1                  | 0                  |                      | -                    | -                    |               | -             | -             | 12     | 0      |        |
| Усього за «Панахаїкі» | Усього за «Панахаїкі» | Усього за «Панахаїкі» | 23        | 0         |                    | 1                  | 0                  |                      | -                    | -                    |               | -             | -             | 24     | 0      |        |
| 2015–16               | «Лариса»              | ФЛ                    | 14        | 0         | КГ                 | 4                  | 0                  |                      | -                    | -                    |               | -             | -             | 18     | 0      |        |
| 2016–17               | «Лариса»              | СЛ                    | 2         | 0         | КГ                 | 1                  | 0                  |                      | -                    | -                    |               | -             | -             | 3      | 0      |        |
| 2017–18               | «Лариса»              | СЛ                    | 23        | 0         | КГ                 | 7                  | 3                  |                      | -                    | -                    |               | -             | -             | 30     | 3      |        |
| Усього за «Ларису»    | Усього за «Ларису»    | Усього за «Ларису»    | 39        | 0         |                    | 12                 | 3                  |                      | -                    | -                    |               | -             | -             | 51     | 2      |        |
| Усього за кар'єру     | Усього за кар'єру     | Усього за кар'єру     | 52        | 0         |                    | 13                 | 3                  |                      | -                    | -                    |               | -             | -             | 65     | 3      |        |